# دين نوريس
دين جوزيف نوريس (بالإنجليزية: Dean Norris) مواليد 8 أبريل 1963 في ساوث بند، إنديانا، الولايات المتحدة، هو ممثل أمريكي بدأ مسيرته الفنية عام 1985. معروف بدور العميل هانك شريدر في مسلسل اختلال ضال، وجيمس ريني «بيغ جيم» في مسلسل تحت القبة. هو شارك في أفلام عديدة منها توتال ريكول (1990) والمبيد 2 (1991) وملكة جمال أطفال سنشاين (2007) ورجال ونساء وأطفال (2014).

## السيرة المهنية
- 1990: توتال ريكول (الدور: Tony)
- 1991: المبيد 2 (الدور: SWAT Team Leader)
- 1995: موني ترين (الدور: Guard)
- 2004: أول 50 موعد غرامي (الدور: Sgt. Siegel)
- 2006: ملكة جمال أطفال سنشاين (الدور: State Trooper McCleary)
- 2007: إيفان الكبير (الدور: Officer Collins)
- 2010: كيف تعرف (الدور: Tom)
- 2013: الأرض المتجمدة (الدور: Sgt. Lyle Haugsven)
- 2013: المستشار (الدور: The Buyer)
- 2013: تحت القبة (الدور: Big Jim)
- 2017: كتاب هنري
- 2018: ديث وش

## روابط خارجية
- دين نوريس على موقع IMDb (الإنجليزية)
- دين نوريس على موقع روتن توميتوز (الإنجليزية)
- دين نوريس على موقع تيرنر كلاسيك موفيز (الإنجليزية)
- دين نوريس على موقع أول موفي (الإنجليزية)
- دين نوريس على موقع بوكس أوفيس موجو (الإنجليزية)
- دين نوريس على موقع قاعدة بيانات الأفلام السويدية (السويدية)
- دين نوريس على موقع إن إن دي بي (الإنجليزية)
- دين نوريس على موقع قاعدة بيانات الفيلم (الإنجليزية)